# Carl Heinrich Gramzow

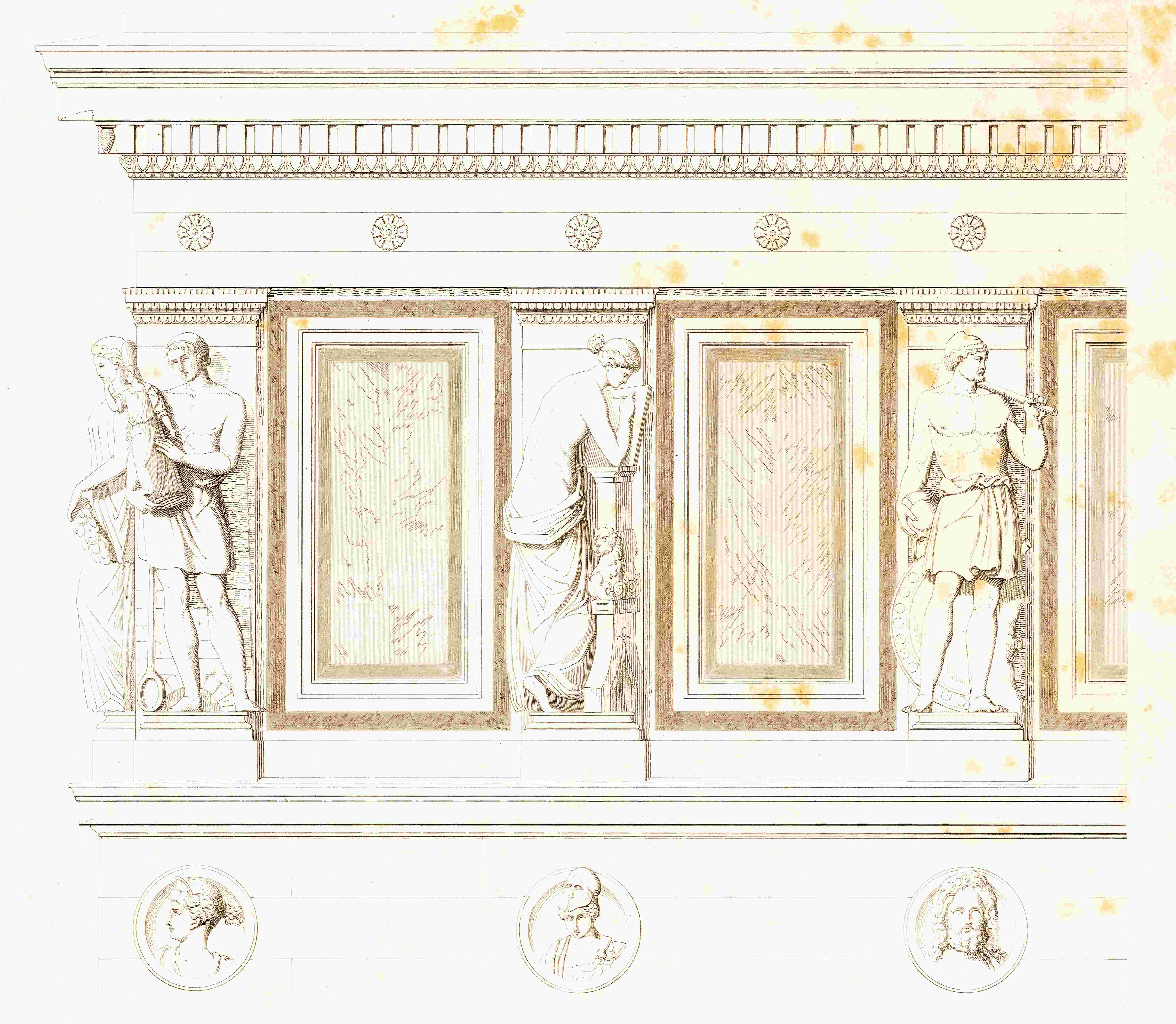
Allegorische Darstellungen der Künste und Wissenschaften am Südrisalit des Neuen Museums, bei deren Ausführung Carl Heinrich Gramzow beteiligt war, aus Friedrich August Stüler, Das Neue Museum in Berlin, Riedel 1862

Carl Heinrich Gramzow – im Taufeintrag Gramtzow – (* 11. März 1807 in Berlin; † unbekannt [nach 1850]) war ein deutscher Bildhauer.

## Leben
Der 1807 in Berlin geborene Carl Heinrich Gramzow war Schüler von Karl Friedrich Wichmann und der Berliner Akademie. Er beteiligte sich zwischen 1826 und 1844 mehrfach an den Akademieausstellungen. In den Jahren 1838 bis 1842 war er in Rom tätig, kehrte dann wieder nach Berlin zurück und beteiligte sich an den Bildhauerarbeiten am Neuen Museum. Aus politischen Gründen wanderte er im Revolutionsjahr 1848 nach Amerika aus. Bereits 1849/50 kam er nach Europa zurück, ging  nach Rom und zog sich wegen geringer Erfolge aus der Kunst zurück.
Sterbeort und Sterbedatum sind unbekannt.

## Werke
- Marmorstatue Genius des Friedens, 1848, Nationalgalerie Berlin
- Karyatiden im Weißen Saal des Berliner Stadtschlosses (zerstört)
- Beteiligung an den allegorische Statuen der Künste und Wissenschaften am Neuen Museum (Nord- und Südrisalit) in Berlin
- Kopie eines Bacchus an der Ostseite von Schloss Sanssouci (verschollen)